# Eyesburn
Eyesburn ist eine seit 1994 existierende serbische Hardcore-Reggae-Band aus Belgrad. Bandleader ist Nemanja „Kojot“ Kojić.

## Geschichte
Eyesburn wurde 1994 von Kojot (Gitarre), Laza (Bass), Alek (Schlagzeug) und Nenad (Gesang) gegründet.
Eyesburn nahm ihr erstes Album als Live-Aufnahme im Belgrader Club KST auf.
Nach der Verbreitung dieser Kassette in der Belgrader Untergrundszene traten sie in verschiedenen Clubs auf.
In dieser Zeit wurde Gillespie der Zweitgitarrist und die Band begann am ersten Album Dog Life zu arbeiten. Nenad verließ kurz vor dem Beginn der Arbeiten die Band und Kojot wurde Leadsänger.
Nach der Veröffentlichung des Albums verließ auch Gillespie die Band. Zur selben Zeit begann die Band einen Marsch durch verschiedene Musikstile wie Reggae, Dub oder Drum and Bass, der in einem eigenen Musikstil endete.

## Diskografie
- 1994: Freedomized (Livealbum, im Belgrader Club KST aufgenommen + Bonustracks, Silver Cross Records)
- 1998: Dog Life (Metropolis Records)
- 2000: Fool Control (B92 Records)
- 2001: Gabau! (Metropolis Records)
- 2002: Cool Fire – Ank SteadySpear meets EYESBURN (Ammonite Records)
- 2003: Solid (B92 Records)
- 2005: How Much for Freedom? (PGP-RTS Records)
- 2013: Reality Check (Ammonite Records)